# Bucranium taurifrons
Bucranium taurifrons is een spinnensoort in de taxonomische indeling van de krabspinnen (Thomisidae).
Het dier behoort tot het geslacht Bucranium. De wetenschappelijke naam van de soort werd voor het eerst geldig gepubliceerd in 1881 door Octavius Pickard-Cambridge.